# Torre Llagostera
La Torre Llagostera, también conocida por Huerto de las Bolas en El Bohío es un edificio construido en el interior de un gran jardín en Cartagena (Región de Murcia, en España), que reúne todas las características de una mansión colonial, de África o América. Se trata de una arquitectura híbrida, exótica y clásica en un Mediterráneo polvoriento.
El edificio sigue el tipo de casa de campo que en años anteriores construyó Carlos Mancha, una arquitectura elemental rodeada de por un amplio porche con marquesina de columnas de fundición. La marquesina es uno de los elementos más llamativos y configuradores del espacio externo.
La profusa utilización del hierro en columnillas y barandales introduce la estética de este material en el primer plano de la edificación. El porche tiene algo de quiosco, de invernadero sin cristales.
En el extremo izquierdo de la fachada principal se yergue una torre cuadrada de cuatro plantas y pequeña terraza, rodeada de una balaustrada ligeramente bolada a modo de balcón sobre la misma torre. Esta solución, más los cuatro floreros cerámicos y la linterna recubierta de azulejería trozeada en un quehacer gaudinista, islamizan de manera ostensible la torre desde la que se abarca la propiedad colindante. En la Casa Llagostera en la calle Mayor había otra torre en la terraza desde ambas torres se hacían señas y mensajes a través de banderas. La cerámica se utilizó profusamente en todo el exterior formando bandas. En el porche la cerámica recubre todas las paredes con recuadros de diversos temas, en unas composiciones vegetales muy modernistas; en otros recuadros hay composiciones muy geométricas cuadrados y círculos en azul blanco y naranja formando composiciones de diseño muy moderno y que debieron ser realizadas hacia los años 1920.
El edificio más que ser todo el de Víctor Beltrí es muy posible que este realizara alguna reforma y añadidos como la torre y los motivos cerámicos, de todas maneras hay que señalar el gusto del propietario por el color y la azulejería como queda patente en el edificio de la familia Llagostera de la calle Mayor, donde también intervino Beltrí.